# Ektomorfik
Ektomorfik – typ sylwetki wg typologii Sheldona. Charakteryzuje się szczupłą sylwetką ciała, niskim poziomem tkanki tłuszczowej, mięśniowej. Z uwagi na przyspieszony metabolizm problemem ektomorfika jest utrzymanie oraz przybranie masy mięśniowej.
Dawniej ektomorfizm był częsty wśród nastolatków, współcześnie z uwagi na niską aktywność fizyczną oraz łatwy dostęp do produktów wysokoprzetworzonych bogatych w kalorie spotykany jest rzadziej. U zaniedbanych dorosłych ektomorfików może pojawić się otyłość w typie skinny fat.
Ektomorficy, aby zbudować masę mięśniową, muszą skupić się na intensywnych, ograniczonych czasowo treningach siłowych, minimalizując udział treningów wytrzymałościowych, dbać o odpowiednią podaż kalorii wraz z niezbędnymi makroskładnikami i nie zaniedbywać regeneracji.